# Ислам в Чаде
Ислам в Чаде является самой многочисленной религией. Мусульмане живут в основном в северных районах и составляют около 57,8 % населения. В стране преобладает ислам суннитского толка маликитского мазхаба, среди арабов также есть сторонники шафиитского мазхаба. На севере страны распространено влияние ордена кадырия, на юге — тиджания, в ряде регионов страны есть сенуситы. По оценкам 5—10 % мусульман Чада являются сторонниками фундаменталистских направлений ислама — ваххабизма и салафизма. Мусульмане Чада сочетают исламские традиции с доисламскими обрядами и верованиями.
Ислам начал проникать на территорию Чада в конце XI века. Распространение ислама в Чаде протекало очень медленно, главным образом из-за сложных географических условий. Слабая связь с арабами привела к тому, что в Чаде мало людей, знающих арабский язык.
Около 48 % мусульман считают себя суннитами, 21 % — шиитами и 4 % — ахмадитами, остальная часть верующих не ассоциируют себя с определённой группой.
По сравнению с другими мусульманскими странами, такими как Саудовская Аравия, исламское образование в Чаде развито слабо. Первая мусульманская школа в Чаде — École Mohamed Illech, была основана в 1918 году. Для получения высшего исламского образования студенты из Чада выезжают в другие страны, такие как Египет (аль-Азхар), Судан и др.